# Hirsutisme

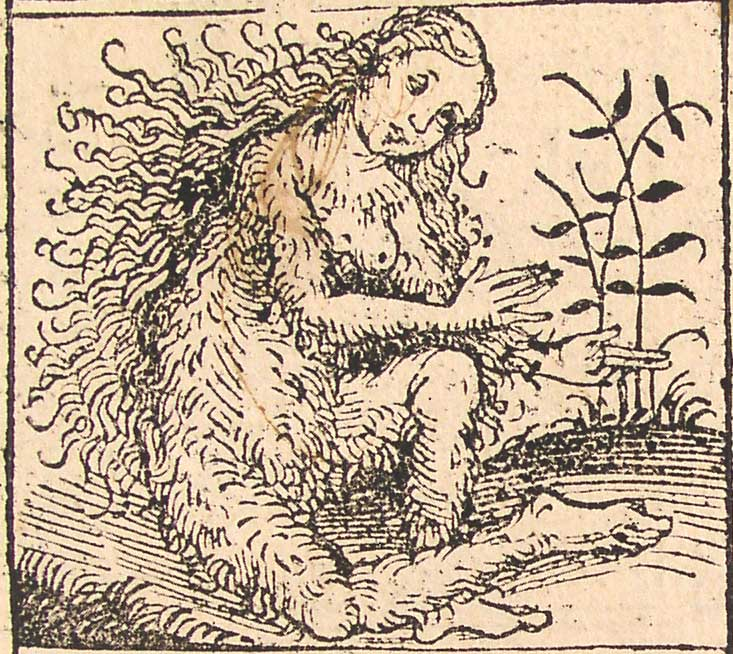
Dessin d'une femme présentant de l'hirsutisme illustré dans Les Chroniques de Nuremberg (1493).

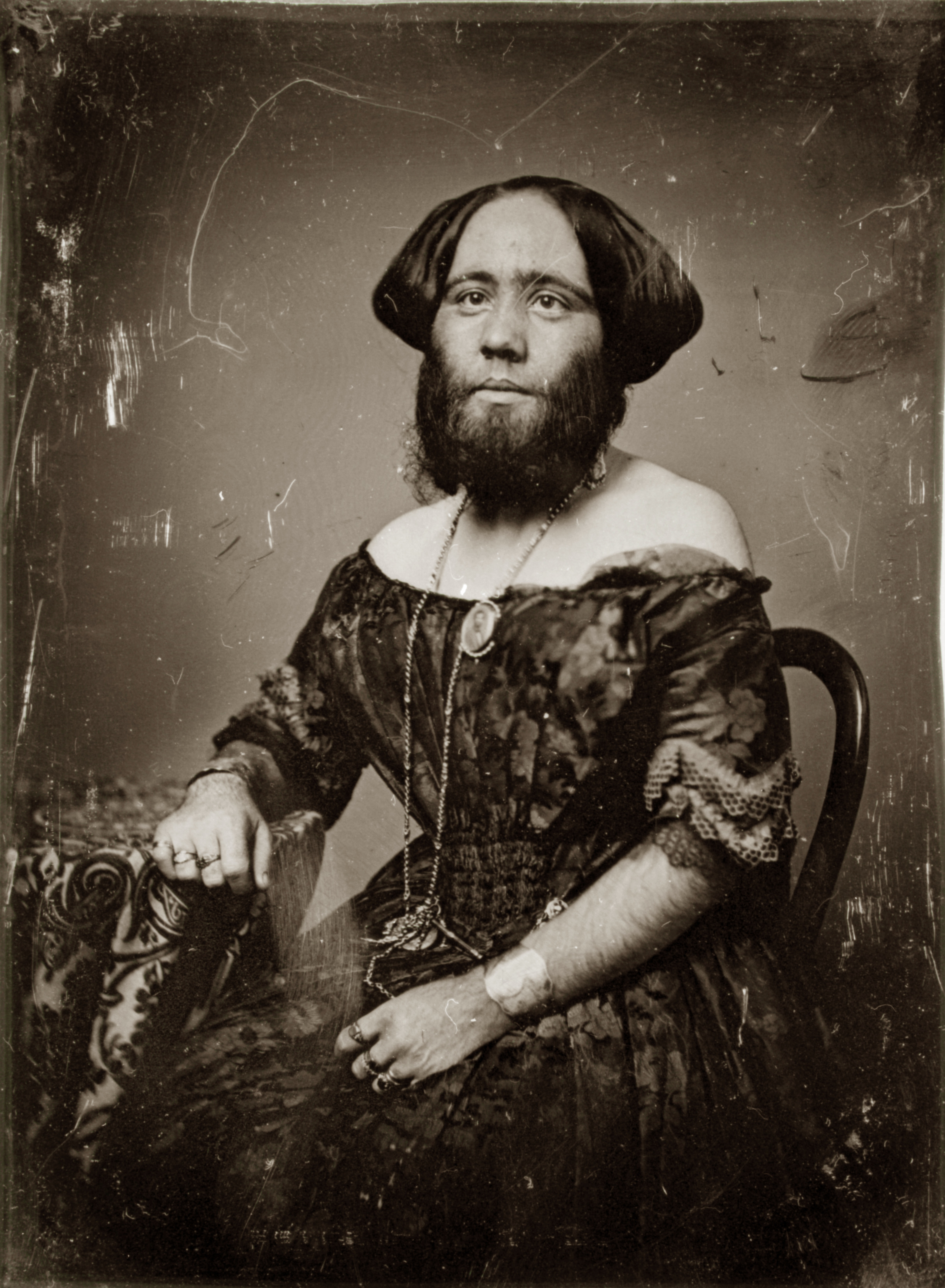
Joséphine Clofullia, femme à barbe.

L'hirsutisme est l'apparition d'une pilosité excessive répartie selon un type masculin, dans des zones normalement glabres chez la femme (visage, cou, thorax, ligne blanche, régions fessières et intergénitocrurales). C'est un sujet de préoccupation cosmétique et psychologique pour les femmes atteintes. 
L'hirsutisme est à distinguer de l'hypertrichose ou hyperpilosité, développement excessif du système pileux, congénital ou acquis, généralisé ou localisé, mais sans répartition masculine.
L'hirsutisme est un symptôme plutôt qu'une maladie, dans la mesure où la limite entre une pilosité féminine « normale » et pathologique n'est pas claire : l'excès de pilosité féminine dans des zones masculines chez la femme en bonne santé par ailleurs est aussi un jugement socioculturel sur les « poils superflus mal placés ». 
Ceci se traduit en médecine par la notion, elle-même discutée, d'hirsutisme idiopathique, ou hirsutisme sans cause retrouvée (biologie normale),.
Cependant l'hirsutisme est un motif fréquent de consultation en endocrinologie et gynécologie, pris au sérieux et jamais banalisé, car il peut être aussi le signe de troubles hormonaux liés aux ovaires ou aux surrénales, surtout s'il est d'apparition récente, débutant après la puberté et à progression rapide.

## Causes
La cause de l'hirsutisme peut être soit un niveau élevé d'androgènes (les hormones mâles) ou une hypersensibilité aux androgènes des follicules des poils. Les hormones mâles comme la testostérone stimulent la croissance de poils, accroissent leur longueur et accentuent leur pigmentation. D'autres symptômes associés à un niveau élevé d'hormones masculines incluent l'acné, des règles irrégulières, une voix plus grave et un accroissement de la masse musculaire.
Il existe une association entre des niveaux élevés d'insuline et le développement de l'hirsutisme chez la femme. Cette théorie s'accorde avec l'observation que les femmes obèses (dont on peut présumer qu'elles sont hyperinsulinémiques et résistantes à l'insuline) ont un risque élevé de devenir hirsutes. Les femmes non-obèses, présentant un syndrome polykystique des ovaires avec hirsutisme ont un taux d'insuline plus élevé que celles ayant le même syndrome sans hirsutisme. Par ailleurs, les traitements qui abaissent les niveaux d'insuline amènent une réduction de l'hirsutisme.
L'insuline à une concentration suffisamment haute stimule les cellules thécales ovariennes pour produire des androgènes, in vitro . Il peut également y avoir un effet des niveaux élevés d'insuline qui activent dans ces mêmes cellules le récepteur du facteur de croissance « I » semblable à l'insuline (IGF-1). Ce qui, en conséquence, accroît la production d'androgènes.
Malgré cet accroissement, en cas de surpoids ou d'hyperinsulinisme, le dosage de la testostérone peut être non augmenté, par diminution de la protéine porteuse des stéroïdes sexuels.
Voici quelques maladies susceptibles d'accroître chez une femme le niveau d'hormones mâles, normalement bas :
- Syndrome de Stein-Leventhal (syndrome des ovaires polykystiques) ;
- Syndrome de Cushing ;
- Tumeurs des ovaires ou des glandes surrénales (cancer) ;
- Hyperplasie congénitale des surrénales.

Certains traitements médicamenteux peuvent être en cause : ciclosporine, diazoxide, minoxidil ou glucocorticoïdes, par exemple.
La ménopause, par la chute de la production en œstrogènes avec une conservation d'un taux de testostérone à peu près normal, peut se traduire, dans certains cas, par un hirsutisme.
L'hirsutisme peut aussi survenir en cas de prise de médicaments stéroïdes anabolisants ou encore de traitements œstroprogestatifs avec effets androgéniques marqués.

## Diagnostic
La constatation de l'excès de pilosité, parfois évident, peut dépendre de la tolérance de la personne à ce fait. Une échelle, dite de Ferriman et Gallwey, peut être utilisée. En pratique, elle n'est utile que dans un but de recherche.
Le dosage de la testostérone est peu utile s'il n'existe pas de point d'appel. Un diabète de type 2 doit être systématiquement recherché chez la femme obèse avec hirsutisme, l'association avec un syndrome métabolique étant fréquent. La recherche d'un taux de cortisol sanguin élevé doit être faite si l'on suspecte un syndrome de Cushing.

## Traitement
L'Endocrine Society (USA) a publié en 2008 des recommandations quant à la prise en charge de l'hirsutisme.
Les traitements généraux ont une efficacité visible sur la pilosité après quelques mois, car ils diminuent essentiellement la poussée de nouveaux poils, sans agir sur ceux qui sont présents. Plusieurs molécules ont été testées avec des résultats plus ou moins bons : metformine, contraception œstroprogestative, spironolactone, flutamide, acétate de cyprotérone (qui n'est plus recommandé pour les hirsutismes modérés en raison de ses effets tumoraux [source de méningiome ])…
Les techniques traditionnelles d'épilation (cire, rasage…) peuvent être employées. Le laser a une certaine efficacité à court terme, mais ses effets à long terme ne sont pas évalués. L'éflornithine, en application locale, a une efficacité modérée. Ce traitement a la particularité d'agir sur des enzymes impliqués dans la pousse des poils. Cette enzyme, qu'on appelle ornithine décarboxylase, est bloquée dans son action par l'éflornithine, l'empêchant ainsi de remplir son rôle dans la pousse des poils.